# Rejoice
『Rejoice』（リジョイス）は、2024年7月24日にポニーキャニオン内のIRORI Recordsからリリースされた、日本のバンド・Official髭男dismのメジャー3枚目、通算4枚目のスタジオ・アルバム。

## 概要
- 前作『Editorial』から2年11ヶ月ぶり、メジャー3枚目となるアルバム。
- 同作の発売は、2024年5月7日に全国のラジオ局で放送された「Official髭男dism Live at Radio」内で発表された。
- 前作以降発表されたEP・シングル表題曲の「ミックスナッツ」「Chessboard」「日常」の3曲と配信限定シングルとしてリリースされた「Anarchy」「Subtitle」「ホワイトノイズ」「TATTOO」「SOULSOUP」の5曲を含む、全16曲が収録。6月14日、アルバムの収録曲の全貌が発表された[2]。
- CD＋DVD盤およびCD＋Blu-ray盤には、2023年2月16日に日本武道館で開催された全国ホールツアー「SHOCKING NUTS TOUR」ファイナル公演の映像や、ツアーのメイキング映像が収録される。
- また、販売店等で6月12日までにアルバムを予約購入すると、特典として2024年5月7日に全国のラジオ局で放送された「Official髭男dism Live at Radio」のスタジオライブ映像を収めたBlu-rayがプレゼントされる。
- 発売前の2024年7月18日に、製造過程で不都合が生じたためフィジカル盤の発売が同年7月31日に延期されることが発表された。配信盤は当初の発売日である同年7月24日に予定通り配信された。

## 収録曲
| 全作詞・作曲: 藤原聡、全編曲: Official髭男dism。 |                             |           |            |  |      |
| #                                                | タイトル                    | 作詞      | 作曲・編曲 |  | 時間 |
| 1.                                               | 「Finder」                  | 藤原聡    | 藤原聡     |  | 2:03 |
| 2.                                               | 「Get Back To 人生」        | 藤原聡    | 藤原聡     |  | 4:27 |
| 3.                                               | 「ミックスナッツ」          | 藤原聡    | 藤原聡     |  | 3:31 |
| 4.                                               | 「SOULSOUP」                | 藤原聡    | 藤原聡     |  | 5:13 |
| 5.                                               | 「キャッチボール」          | 藤原聡    | 藤原聡     |  | 4:10 |
| 6.                                               | 「日常」                    | 藤原聡    | 藤原聡     |  | 5:52 |
| 7.                                               | 「I’m home（Interlude）」   | 藤原聡    | 藤原聡     |  | 0:21 |
| 8.                                               | 「Sharon」                  | 藤原聡    | 藤原聡     |  | 4:41 |
| 9.                                               | 「濁点」                    | 藤原聡    | 藤原聡     |  | 3:07 |
| 10.                                              | 「Subtitle」                | 藤原聡    | 藤原聡     |  | 5:04 |
| 11.                                              | 「Anarchy（Rejoice ver.）」 | 藤原聡    | 藤原聡     |  | 4:52 |
| 12.                                              | 「ホワイトノイズ」          | 藤原聡    | 藤原聡     |  | 4:13 |
| 13.                                              | 「うらみつらみきわみ」      | 藤原聡    | 藤原聡     |  | 4:00 |
| 14.                                              | 「Chessboard」              | 藤原聡    | 藤原聡     |  | 5:21 |
| 15.                                              | 「TATTOO」                  | 藤原聡    | 藤原聡     |  | 4:47 |
| 16.                                              | 「B-Side Blues」            | 藤原聡    | 藤原聡     |  | 4:55 |
| 合計時間:                                        | 合計時間:                   | 合計時間: | 66:37      |  |      |

### Blu-ray/DVD
- OFFICIAL HIGE DANDISM SHOCKING NUTS TOUR selected from NIPPON BUDOKAN

| #   | タイトル                | 作詞 | 作曲・編曲 |
| --- | ----------------------- | ---- | ---------- |
| 1.  | 「Pretender」           |      |            |
| 2.  | 「I LOVE...」           |      |            |
| 3.  | 「Tell Me Baby」        |      |            |
| 4.  | 「Choral A」            |      |            |
| 5.  | 「Subtitle」            |      |            |
| 6.  | 「parade」              |      |            |
| 7.  | 「115万キロのフィルム」 |      |            |
| 8.  | 「異端なスター」        |      |            |
| 9.  | 「宿命」                |      |            |
| 10. | 「ミックスナッツ」      |      |            |
| 11. | 「Universe」            |      |            |
| 12. | 「Clap Clap」           |      |            |
| 13. | 「破顔」                |      |            |
| 14. | 「ホワイトノイズ」      |      |            |

- Behind The Scenes from OFFICIAL HIGE DANDISM SHOCKING NUTS TOUR

- 早期予約特典 Blu-ray「Official髭男dism Live at Radio」

| #  | タイトル           | 作詞 | 作曲・編曲 |
| -- | ------------------ | ---- | ---------- |
| 1. | 「日常」           |      |            |
| 2. | 「TATTOO」         |      |            |
| 3. | 「Chessboard」     |      |            |
| 4. | 「ミックスナッツ」 |      |            |
| 5. | 「SOULSOUP」       |      |            |

## 楽曲解説
1. Finder
前作「Editorial」のラストナンバー「Lost In My Room」のアウトロから繋がっている楽曲。次トラック「Get Back To 人生」と繋がる。本曲について藤原は「マスクをして過ごす日々だったり、（観客が）声を出せない有観客ライブだったり。『Editiorial』はそういう時期にリリースするアルバムだということは大事にしたかったんですよね。」「『Editiorial』の最後の曲は「Lost In My Room」だったんですけど、「“Lost”で終わったから、次のアルバムの1曲目は“見つかる”だよね」というのは当時から決めていたんですよ。」と述べている[3]。
8月16日放送のテレビ朝日系『ミュージックステーション』内にて、本楽曲を使用した一夜限りの特別CMが放送された[4]。
2. Get Back To 人生
次トラック「ミックスナッツ」と繋がる。
本作で一番最後に完成された楽曲である。
当初、二曲目には「Chessboard」を収録する予定であったが、もっとテンションが上がるスタートにした方がいいということで本曲が作られた[3]。
3. ミックスナッツ
アルバム初収録。テレビアニメ『SPY×FAMILY』Season1第1クールオープニングテーマ[5]。
4. SOULSOUP
アルバム初収録。映画『劇場版 SPY×FAMILY CODE: White』主題歌[6]。
5. キャッチボール
6. 日常
アルバム初収録。日本テレビ系『news zero』2023年度テーマ曲[7]。
7. I’m home（Interlude）
次トラック「Sharon」と繋がる。
8. Sharon
カンテレ・フジテレビ系 月10ドラマ『マウンテンドクター』主題歌。
2024年7月3日にアルバムより先行配信リリースされた[8]。
7月26日にYouTubeにてミュージック・ビデオが公開された[9]。振り子のようなステージセットを用いて「時間の経過」というテーマを表現した映像となっている[9]。また9月4日には、ブラジル人姉妹ディレクター・ユニットのFridman Sistersが独自の視点で撮り下ろした、本楽曲のショートフィルム映像が公開された[10]。この映像にはダンサーで俳優の生島翔が出演し、男女2人の"戻れない愛の形"をコンテンポラリーダンスで表現している[10]。
9. 濁点
10. Subtitle
アルバム初収録。フジテレビ系 木曜劇場『silent』主題歌[11]。
11. Anarchy（Rejoice ver.）
アルバムバージョンでの収録。シングル版とコード進行や曲の構成、アレンジが異なっている。次トラック「ホワイトノイズ」と繋がる。原曲も含めて、アルバム初収録。
「Official髭男dism SHOCKING NUTS TOUR」にて行ったアレンジを元にリメイクされた[12]。
映画『コンフィデンスマンJP 英雄編』主題歌[13]。
12. ホワイトノイズ
アルバム初収録。テレビアニメ『東京リベンジャーズ 聖夜決戦編/天竺編』オープニングテーマ[14]。
13. うらみつらみきわみ
14. Chessboard
アルバム初収録。合唱コンクール『第90回NHK全国学校音楽コンクール』中学校の部課題曲[15]。NHK『みんなのうた』2023年8月・9月オンエア楽曲[16]。
15. TATTOO
アルバム初収録。TBS系金曜ドラマ『ペンディングトレイン-8時23分、明日 君と』主題歌[17]。
16. B-Side Blues
キリンビバレッジ「午後の紅茶」CMソング[18]。
一発録り形式でレコーディングされた楽曲であり[19]、当初のタイトルは「Bunkamura Blues」[注釈 2][19]。
7月30日にフジテレビで放送された特別番組『Official髭男dism special program “Time to Rejoice”』内のスタジオライブにて本楽曲が披露され、その映像が7月31日にYouTubeにて公開された[20]。

## 参加ミュージシャン
- 藤原聡
  - Vocal, Piano, Programming
  - Additional Drums (#3)
- 小笹大輔：Guitar, Chorus
- 楢﨑誠：Bass, Sax, Chorus
- 松浦匡希：Drums, Chorus
- 湯本淳希
  - Trumpet (#3.4.11.12.14.15)
  - Horn Co-Arrangement (#3.4.12.15)
- 川島稔弘：Trombone (#3.4.11.12.14.15)
- アンディ・ウルフ：Sax (#3.4.11.12.14.15)
- 横田誓哉：Additional Drums, Drums Co-Arrangement (#3)
- 和田元気：Additional Drums (#3)
- ぬましょう：Percussion (#4.11)
- 門脇大輔ストリングス：Strings (#4.12.14)
- 最上峰行：Oboe (#14)
- 篠塚友里江：Clarinet (#14)
- 坂本圭、羽鳥美紗紀：Flute (#14)

## イベント
本作の発売記念として、7月31日に本作の早期予約特典 Blu-rayに収録されている「Official髭男dism Live at Radio」をYouTubeにて全編配信した。また、事前プログラムとして、19:30から過去のライブ映像やミュージックビデオなどが配信された。

## ツアー
本アルバムを提げて、2024年9月20日より全国アリーナツアー「Official髭男dism Arena Tour 2024 - Rejoice -」を開催。アリーナツアーの開催は2021年9月から2022年4月にかけて行われた「Official髭男dism one - man tour 2021-2022 - Editorial -」以来自身2度目である。本ツアーは全国5都市10公演で行われた。
| 日程               | 開場/開演   | 都道府県 | 会場                               |
| ------------------ | ----------- | -------- | ---------------------------------- |
| 2024年9月20日(金)  | 18:00/19:00 | 福岡県   | マリンメッセ福岡                   |
| 2024年9月21日(土)  | 18:00/19:00 | 福岡県   | マリンメッセ福岡                   |
| 2024年9月28日(土)  | 17:00/18:00 | 大阪府   | 大阪城ホール                       |
| 2024年9月29日(日)  | 17:00/18:00 | 大阪府   | 大阪城ホール                       |
| 2024年10月18日(金) | 18:00/19:00 | 愛知県   | ポートメッセなごや                 |
| 2024年10月19日(土) | 18:00/19:00 | 愛知県   | ポートメッセなごや                 |
| 2024年11月12日(火) | 17:30/19:00 | 神奈川県 | Kアリーナ横浜                      |
| 2024年11月13日(水) | 17:30/19:00 | 神奈川県 | Kアリーナ横浜                      |
| 2024年11月19日(火) | 18:00/19:00 | 北海道   | 真駒内セキスイハイムアイスアリーナ |
| 2024年11月20日(水) | 18:00/19:00 | 北海道   | 真駒内セキスイハイムアイスアリーナ |

### セットリスト
| #   | タイトル                   | 作詞 | 作曲・編曲 |
| --- | -------------------------- | ---- | ---------- |
| 1.  | 「Sharon」                 |      |            |
| 2.  | 「Get Back To 人生」       |      |            |
| 3.  | 「宿命」                   |      |            |
| 4.  | 「Stand By You」           |      |            |
| 5.  | 「キャッチボール」         |      |            |
| 6.  | 「日常」                   |      |            |
| 7.  | 「濁点」                   |      |            |
| 8.  | 「Subtitle」               |      |            |
| 9.  | 「115万キロのフィルム」    |      |            |
| 10. | 「ホワイトノイズ」         |      |            |
| 11. | 「ノーダウト」             |      |            |
| 12. | 「うらみつらみきわみ」     |      |            |
| 13. | 「ミックスナッツ」         |      |            |
| 14. | 「Anarchy (Rejoice ver.)」 |      |            |
| 15. | 「Chessboard」             |      |            |
| 16. | 「B-Side Blues」           |      |            |
| 17. | 「Same Blue」              |      |            |
| 18. | 「SOULSOUP」               |      |            |
| 19. | 「TATTOO」                 |      |            |